# 오칠
오칠은 윤준홍, 김설로 구성된 2인조 락 밴드이다.

## 구성원
김    설 - 드럼,보컬
윤 준 홍 - 보컬,기타

## 음반 목록

### 앨범

#### 정규 앨범
- Oh, Two Animals (2019)

#### EP
- 57 (2014)

#### 싱글
- God Diver (2021)
- Making Fire (2017)
- Pray For The Dead (2016)

## 수상 및 노미네이트
- 2015 KT&G 밴드 디스커버리 우승
- 2015 EBS 올해의 헬로루키 심사위원 특별상
- 2016 지산 밸리 록 페스티벌 투게더 레이스 준우승
- 2020 제17회 한국대중음악상, 최우수 록 앨범, 최우수 록 노래 노미네이트 [oh, two animals]